# وزیر می‌یو
می‌یو (هانجا: 彌儒) یکی از مقامات امپراتوری گوگوریو است.

## حرفه
او مردی از قوم گوانابو بود و رتبه رسمی اوتائه را داشت. در سال ۱۳۲، هنگامی که شاهزاده سو-سئونگ برای شکار به واسان رفت، او به همراه اوجی-ریو و یانگ-شین، تاج و تخت را به امپراتور ته‌جو پیشنهاد داد زیرا او خیلی فرتوت بود. در این زمان، سو-سئونگ خودداری کرد و گفت که پادشاه از قبل یک پسر قانونی دارد و جانشینی او برای تاج و تخت درست نیست. با این وجود، او سو-سئونگ را با این گفته که در گذشته مواردی وجود داشته که یک برادر کوچکتر خردمند پس از برادر بزرگترش به تخت حاکمیت رسیده است، متقاعد کرد.
پس از به تخت نشستن پادشاه سو-سئونگ ، او که زیردست گوانابو بود، در سال ۱۴۷ میلادی به عنوان دستیار چپ منصوب گشت.